# プライスの襲撃

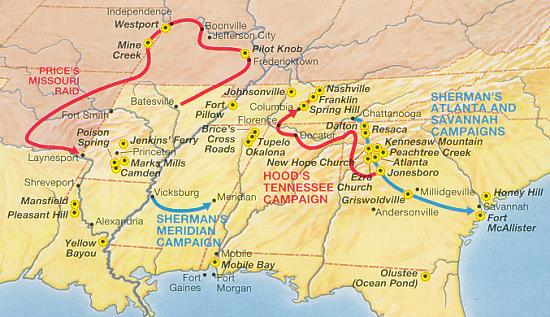
プライスの襲撃ルート（左上の赤い矢印）

プライスの襲撃（プライスのしゅうげき、英:Price's Raid、またはプライスのミズーリ遠征、英:Price's Missouri Expedition）は南北戦争のミシシッピ川流域戦線において、1864年に南軍騎兵隊が行った襲撃である。スターリング・プライス少将がミズーリ州とカンザス州で数多くの戦いを行い、最後はアルフレッド・プレソントン少将の北軍騎兵隊に敗北した。これはミシシッピ川の西では最後の主要作戦となった。

## 背景
1864年秋のアメリカ合衆国大統領選挙が近付くにつれて、南軍は絶望的な状況になっていた。エイブラハム・リンカーン大統領の再選は南軍側にとっては最悪の事態になることが分かっていたが、国中の戦場での結果はリンカーン有利に働いていた。ユリシーズ・グラントは南軍のロバート・E・リー軍をピーターズバーグ包囲戦で閉じ込めていた。ジュバル・アーリーはワシントンD.C.郊外から撤退させられ、フィリップ・シェリダンがシェナンドー渓谷に追っていた。ウィリアム・シャーマンはアトランタを占領していた。
その年の初夏、南軍指導層はミシシッピ川流域軍指揮官エドマンド・カービー・スミス中将に、リチャード・テイラー指揮下の軍団をミシシッピ川の東に派遣し、アトランタやモービルの防衛を支援させるよう命令した。ミシシッピ川を渡し船や歴史の中でも最長となったことであろう舟橋で渡るということは、北軍の砲艦が常に哨戒していたために不可能と考えられ、テイラーは別の目的に当てられた。
カービー・スミスは、テイラーに提案された渡河から北軍の注意を逸らせるための準備によって一部思いついた支援計画があった。スミスはミズーリ州を占領（彼の考えでは再占領）すれば、北部大衆の考え方をリンカーンに反対するものに変えられると考えた。これを成し遂げるために、セントルイスの方向にスターリング・プライスを大騎馬隊襲撃に送った。プライスの作戦はセントルイスとその豊富な軍需物資倉庫を占領することだったが、もしそれらが厚く防御されていると分かった場合、そこを省略して西に回り、州都ジェファーソンシティを占領するというものだった（このことは明らかに心理的打撃になるであろうし、1861年以来ミズーリ州の星を南軍の旗に翻させていることの正当化になるものと思われた）。プライスはそれから西への移動を続けてカンザス州を横切り南のインディアン準州に向かって、「国中のロバ、馬、牛および軍需物資を攫ってくる」つもりだった。
プライスは1864年8月28日にアーカンソー州カムデンからその騎兵隊「バセップホールズ」と分かれた。翌日、プリンストンで2個師団と合流し、9月13日にポカホンタスで3番目の師団と落ち合った。その合同隊は9月19日にミズーリ州に入り、ほとんど毎日となるミズーリ州民兵隊との小競り合いを始めた。

## 対戦した勢力
プライスはミズーリ軍と呼ばれた騎兵隊を集め、総勢は12,000名だったが、そのおよそ3分の1は作戦当初武装もしていなかった。3個師団で構成され、それぞれジェイムズ・F・ファガン少将、ジョン・S・マーマデューク少将およびジョセフ・O・"ジョー"シェルビー准将が指揮した。
北軍はこの作戦を民兵隊とアンドリュー・J・スミス少将の第16軍団に、ウィリアム・ローズクランズのミズーリ方面軍から派遣されたアルフレッド・プレソントン少将の騎兵師団が補充されて始まった。ローズクランズはスミスの軍団が（プライスの初動の時に、海軍の輸送船に乗っておりイリノイ州カイロを出発してジョージア州のシャーマン軍に加わる予定だった）この脅威に対応するためにミズーリ州任務を割り当てられることを要請した。陸軍参謀総長ヘンリー・ハレックは直ちに要求に応じてスミスに上流に向かうよう命じた。10月半ばまでに新しく起こされた境界軍の指揮官サミュエル・R・カーティス少将（ピーリッジの戦いでプライスの旧敵）の指揮下でカンザス州境から追加部隊が到着した。カーティスはジェイムズ・G・ブラント少将（騎兵師団）、ジョージ・W・ディーツラー少将（カンザス州兵師団）、プレソントンの騎兵隊およびスミス軍団から派遣されたジョセフ・J・ウッズとデイビッド・ムーア各大佐の歩兵師団を指揮し、総勢は約35,000名となった。

## 戦闘

### ダビドソン砦の戦い（1864年9月27日）
北軍トマス・ユーイング・ジュニア准将は援軍と共に、プライス軍の前進を妨害するため、セントルイスからミズーリ州アイアントンに向かう鉄道を下った。9月27日の朝、プライスが攻撃して北軍を後退させピローノブに近いダビッドソン砦を端とする防御線に追い込んだ。その日の午後遅くプライスは何度も砦を急襲したが失敗し大きな損失を蒙った。夜の間に、北軍は砦を放棄した。プライスは兵士の生命という大きな代償に加えて、北軍が勢力を集中させ襲撃に対応するために必要な時間を与えてしまった。
同じ日にセントルイスの西でウィリアム・"ブラッディ・ビル"・アンダーソン中尉が率いる南軍のゲリラ隊がミズーリ州セントラリアを襲って焼き討ちし、セントラリアの虐殺と呼ばれることになった。アンダーソンは悪名高いウィリアム・C・クアントリル大佐の仲間であり、フランクとジェシーのジェイムズ兄弟を伴っていた。これら2つの出来事に対応して、第16軍団はセントルイスに向かいプレソントン部隊で補強され、プライスは西のジェファーソンシティ方面に進路を変えた。

### グラスゴーの戦い（10月15日）
プライスはグラスゴーに分遣隊を送りそこにあると言われている武器倉庫の武器と物資を「自由にする」という決断をした。この歩兵、騎兵と砲兵の混成軍は町とヒアフォードヒルの防御陣地を包囲した。10月15日の夜明け前、南軍の大砲が砲撃を始め、グラスゴーに向かって様々な径路から前進し、北軍を後退させた。北軍は町から出て丘に上がりヒアフォードヒルの防御陣地に向かった。そこで防御線を布いたが南軍は前進を続けた。北軍のチェスター・ハーディング大佐は南軍の次の攻撃に対して防御できないと判断し、午後1時半頃に降伏した。ハーディングは幾つかの北軍倉庫を破壊していたが、プライス隊はライフル銃、上着および馬を発見した。南軍は3日間町に留まり、その後新しい物資と武器を持って主部隊と合流するためにカンザスシティ方面に進んだ。この勝利と物資や武器の確保でプライス軍の士気が上がった。

### 第二次レキシントンの戦い（10月19日）
プライスのミズーリ川に沿った行軍は緩りとしたものであり、北軍は集中する機会を得た。ミズーリ方面軍を指揮するウィリアム・ローズクランズ少将はプライスとその軍隊を捕まえるために挟み撃ちを提案したが、カンザス方面軍指揮官のサミュエル・R・カーティス少将と連絡が取れず作戦が成立しなかった。カーティスはその部隊兵の多くがカンザス州兵であり、ミズーリ州に入ることを拒んだので問題に直面していたが、ジェイムズ・G・ブラント少将指揮下の2,000名の部隊がミズーリ州レキシントンに向けて進発した。10月19日、プライス軍はレキシントンに接近し、北軍の前哨隊や斥候隊と午後2時頃に衝突し、これを撃退して主力部隊との戦闘になった。北軍は初めは抵抗したが、最終的にプライス軍が北軍を町を抜けて町の郊外まで押し出し、夜が来るまでインデペンデンス道路に沿って追撃した。カーティスの全軍ではないので北軍はプライス軍を止められなかったが、南軍の緩りとした行軍をさらに遅らせることができた。ブラントはプライス軍の勢力と配置について貴重な情報を掴んだ。

### リトルブルー川の戦い（10月21日）
10月20日、ブラント隊はミズーリ州インデペンデンスの8マイル (13 km)東にあるリトルブルー川に到着した。北軍は川の西岸に強力な防御陣を布いて再度南軍との交戦に備えた。しかし、カーティスはブラントにインデペンデンスに入るよう命令し、リトルブルー川にはトマス・ムーンライト大佐の小部隊を残した。翌日、カーティスはブラントにその志願兵全てを率いてリトルブルー川に戻るよう命じた。ブラントが川に近付くと、ムーンライトの小部隊は命令通り橋を焼き、敵と交戦し、先日占領した強力な防御陣からは撤退し、川を渡ったことが分かった。ブラントは戦闘に割って入り、再占領したいと考える防御陣の向こうに敵軍を押し返そうとした。北軍は当初南軍を後退させたが、南軍の方が勢力で優勢であり5時間の戦闘で北軍が損失を多く出した。北軍はインデペンデンスまで後退し、暗くなった後に宿営に入った。南軍は再度その歩みを鈍くされカーティスの下に多くの援軍が到着していた。

### 第二次インデペンデンスの戦い（10月22日）
プライス軍は西のカンザスシティに向かった。10月21日の夜はインデペンデンスで宿営し、翌朝ジョー・シェルビー師団を先導に、続いてマーマデュークの師団、後衛はファガンの師団という順序で西行を再開した。シェルビー隊はバイラムズフォードに出たが、他の2個師団はうまく事が運ばなかった。プレソントンの北軍騎兵隊がリトルブルー川を渉り、ファガン師団の1個旅団を叩き、インデペンデンスを占領した。マーマデューク師団がインデペンデンスの西約2マイル (3 km)でプレソントン隊と遭遇して激しく攻撃し、後退させて10月23日の朝まで追い詰めておいた。しかしプレソントンの行動はプライスとその軍隊を脅かし、影響を与えた。南軍はビッグブルー川を越えた後でその輜重隊をスコット砦道路のリトルサンタフェまで送った。

### バイラムズフォードの戦い（10月22日-23日）
プライスのミズーリ軍が西のカンザスシティやレブンワース砦に向かっていたので、ウェストポート周辺にいたカーティスの境界軍が南軍の西行を塞ぎ、プレソントンの騎兵師団はプライス軍の後衛を圧迫していた。プライス軍には500両近い荷馬車があり、ビッグブルー川を渉るにはそれら輜重隊を通す良い浅瀬が必要だった。バイラムズフォードはその辺りでは最善の浅瀬であり、ウェストポート周辺の戦闘では戦略的地点になった。10月22日、ブラント師団がビッグブルー川西岸で防御的陣地を布いた。午前10時頃、シェルビー師団の一部がブラント隊に正面攻撃を掛けた。この攻撃はシェルビー隊の残りが急拵えの防御線を布いたブラント隊の側面を付いたので作戦的にうまく行き、北軍をウェストポートまで後退させた。その後プライスの輜重隊と5,000頭の牛がバイラムズフォードでビッグブルー川を渉り、南のリトル・サンタフェの安全地帯に向かった。プレソントンの騎兵隊がプライス軍の行路で活動しており、マーマデューク師団がバイラムズフォードでビッグブルー川西岸を守り、プレソントン隊がプライス軍の後衛を攻撃することを妨げた。プレソントン隊は10月23日午前8時頃バイラムズフォードでマーマデューク隊を攻撃した。3時間後、マーマデューク隊は十分に戦ったとしてウェストポート方向に後退した。プレソントン隊は川を渉り、ウェストポートでカーティスの境界軍と戦っているプライス軍には新たな脅威になった。プライスは南に後退する必要があった。

### ウェストポートの戦い（10月23日）
プライスはその前面と後部でカーティス軍とプレソントン隊に対応する必要があり、一つずつ攻撃することにした。プレソントン隊はまだ後方にあったので、プライスはまずウェストポートでカーティス軍を攻撃することを選んだ。カーティスは強力な防御線を構築し、4時間に及ぶ戦闘の間、南軍は猛然とぶつかっていったが効果はなかった。南軍は北軍の前線を破れず、南に後退した。ウェストポートはプライスの襲撃の行方を決めた戦いであり、この時点から南軍は後退を続けた。

### メルダジーンの戦い（10月25日）
プライス軍が南に後退し、戦場を差配したプレソントンの隊がカンザス州まで追撃し、リン郡トレーディングポストのメルダジーン川岸で戦った。午前4時に始まった砲撃戦の後、プレソントン隊が激しく攻撃した。プレソントン隊は数では劣勢だったが南軍の前線を叩き、後退させた。

### マインクリークの戦い（10月25日）
トレーディングポストの約6マイル (10 km)南で、プレソントン師団のフレデリック・ベンティーン大佐とジョン・F・フィリップス大佐の2個旅団がマインクリークを渉っている南軍に追いついた。南軍は輜重車を浅瀬で渡すために立ち止まっており、マインクリークの北岸で戦列を布いた。北軍はここでも勢力で劣っていたが、戦闘中にプレソントン隊の支援部隊が到着したので騎兵攻撃を敢行した。北軍は南軍を包囲し、約600名の兵士とマーマデュークおよびウィリアム・L・キャベル准将の2人の将軍を捕虜にすることになった。プライス軍は多くの兵士を失いその運命が見えてきた。友邦の領土に退くことが唯一の選択肢になった。

### マーミトン川の戦い（10月25日）
プライスはカンザス州のスコット砦に向けてその荷馬車運搬を続けた。10月25日午後遅く、プライスの輜重隊はマーミトン川浅瀬を渉るために苦労し、マインクリークの時と同様立ち往生した。プレソントン騎兵師団の2個旅団を率いるジョン・マクニール准将が南軍を攻撃し、プライスとその士官達はかなりの数の非武装兵士も含め部隊を再結集させた。マクニールは南軍の勢力を観察したが、その多くは武器を持っていないことが分からず、全力攻撃を差し控えた。約2時間の小競り合いの後、プライス軍は後退を続け、マクニールは効果的な追撃が出来なかった。プライス軍はこの時までに崩壊し、友邦の領土までどれだけ多くの兵士が到着できるかということが唯一の問題になった。

### 第二次ニュートニアの戦い（10月28日）
プライス軍の残存部隊はその撤退を中断してミズーリ州ニュートニアの南約2マイル (3 km)で休息した。その後間もなく、ブラントの北軍が南軍を急襲し、追い始めた。鉄の旅団を含むジョー・シェルビー師団が前面に出て馬を降りて北軍と交戦し、他の南軍はインディアン準州方向に撤退した。その後ジョン・B・サンボーン准将が北軍の援軍を連れて現れ、そのことでシェルビーは後退を決めた。北軍は南軍に後退を強いたが、その破壊や捕獲には失敗した。

## 戦闘の後
プライス軍は再度アーカンソー州に入り、スミス砦は避ける必要があったので回り込んでインディアン準州からテキサス州を回り、わずか6,000名となった残存兵とともに12月2日にアーカンソー州に戻った。プライスはカービー・スミスの下に出頭し、「1,434マイル (2,308 km)行軍し、43度の戦闘と小競り合いを行い、3,000名の北軍兵を捕まえて釈放し、18門の大砲を捕獲し、...ミズーリ州の1,000万ドルの価値がある資産を破壊した」と報告した。自軍の損失は1,000名と主張したが3ヶ月以上の強行軍の中で6,000名近くが失われていた。その任務は失敗し、ここで北軍が成功を積み重ねたことで、リンカーンの再選に貢献した。南北戦争のミシシッピ川流域では最後の主要攻撃となった。